# رئيس وزراء تركيا
رئيس وزراء تركيا (بالتركية: Başbakan)‏ هو الشخص الذي كان يشغل منصب رئيس الحكومة ورئيس مجلس الوزراء في تركيا من 1920 إلى 2018. كان رئيس الجمهورية يختار رئيس الوزراء من بين أعضاء الجمعية الوطنية الكبرى لتركيا والذي يقود أكبر ائتلاف سياسي في البرلمان ، وكان يقيم في قصر جانكايا خلال فترة ولايته. ألغي منصب رئيس الوزراء مع الانتخابات العامة التركية لعام 2018 التي أجريت بعد استفتاء التعديل الدستوري التركي لعام 2017. وأصبح نظام الحكم رئاسيًا بعد أن كان برلمانيًا. وان آخر من شغل المنصب هو بن علي يلدرم من حزب العدالة والتنمية، حيث تولى المنصب في 24 أيار / مايو 2016 حتى عام 2018 .